# Xã Clay, Michigan
Xã Clay (tiếng Anh: Clay Township) là một xã thuộc quận St. Clair, tiểu bang Michigan, Hoa Kỳ. Năm 2010, dân số của xã này là 9.066 người.